# Бирштайн
Бирштайн (в русской литературе по истории Германии принято написание Бирштейн; нем. Birstein) — коммуна в Германии, в земле Гессен. Подчиняется административному округу Дармштадт. Входит в состав района Майн-Кинциг.  Население составляет 6297 человек (на 31 декабря 2010 года). Занимает площадь 86,63 км².
Община подразделяется на 16 сельских округов.